# HarperCollins
HarperCollins Publishers LLC là một công ty xuất bản của Anh và Hoa Kỳ, và được coi là một trong "Năm nhà xuất bản sách tiếng Anh lớn", cùng với Penguin Random House, Hachette, Macmillan và Simon & Schuster. Trụ sở chính của HarperCollins đặt tại Thành phố New York và London; HarperCollins là công ty con trực thuộc News Corp.
Tên công ty bắt nguồn từ sự kết hợp tên của các công ty tiền nhiệm. Harper & Brothers, được thành lập vào năm 1817, đã sáp nhập với Row, Peterson & Company vào năm 1962 để thành lập Harper & Row, sau đó được News Corp mua lại vào năm 1987. Công ty xuất bản Scotland William Collins, Sons, được thành lập năm 1819, được News Corp mua lại vào năm 1989 và sáp nhập với Harper & Row để trở thành HarperCollins. Logo của công ty là sự kết hợp giữa hai biểu tượng: lửa từ ngọn đuốc của Harper và nước từ đài phun nước của Collins.
HarperCollins có nhóm xuất bản đặt tại Hoa Kỳ, Canada, Vuơng quốc Anh, Úc, New Zealand, Brazil, Ấn Độ và Trung Quốc. Công ty xuất bản dùng nhiều ấn hiệu khác nhau, bao gồm ấn hiệu từ các nhà xuất bản độc lập trước đây và một số ấn hiệu mới. Tổng giám đốc điều hành toàn cầu của công ty là Brian Murray.

## Lịch sử

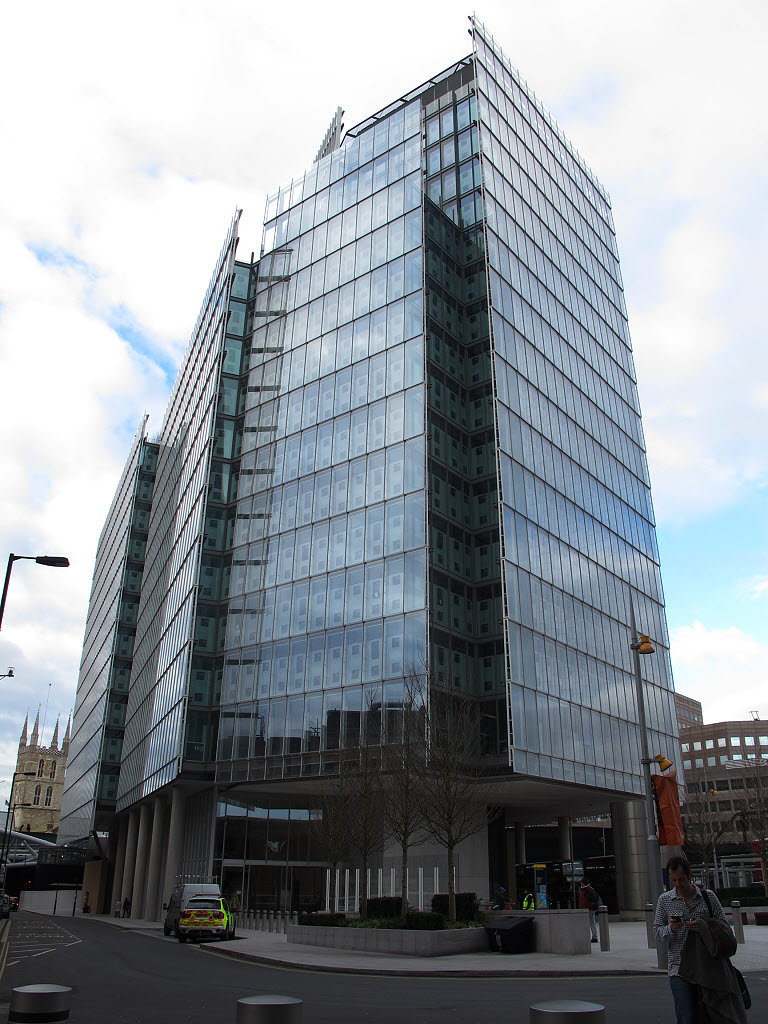
Tòa nhà News, trụ sở chính của HarperCollins tại London

Công ty xuất bản đầu tiên của HarperCollins được thành lập vào năm 1817 bởi James và John Harper, ban đầu hoạt động dưới tên J & J Harper. Sau đó, Joseph Wesley và Fletcher Harper tham gia cùng họ và vào năm 1833, công ty đổi tên thành Harper & Brothers.
Harper & Brothers là đơn vị sáng lập ra một số ấn phẩm tạp chí nổi bật vào thế kỷ XIX. Các tạp chí này về sau sẽ được bán cho công ty khác hoặc bị ngừng xuất bản, bao gồm Harper's Magazine, Harper's Weekly, Harper's Bazaar và Harper's Young People .
Năm 1962, Harper & Brothers sáp nhập với Row, Peterson & Company, trở thành Harper &amp; Row. Công ty đã mua lại Thomas Y. Crowell Co. và JB Lippincott &amp; Co. vào thập niên 1970, sau đó Crowell và các hoạt động thương mại của công ty Lippincott được sáp nhập vào Harper & Row vào năm 1980. Năm 1988, Harper & Row đã mua lại nhà xuất bản tôn giáo Zondervan, gồm công ty con Marshall Pickering.
William Collins, Sons được thành lập tại Glasgow vào năm 1819 bởi hiệu trưởng trường Presbyterian William Collins. Ban đầu, công ty tập trung vào tôn giáo và giáo dục, nhưng về sau công ty đã đa dạng hóa và có b ước chuyển đáng kể sang lĩnh vực tiểu thuyết vào năm 1917 dưới sự lãnh đạo của Godfrey Collins.
Nhà xuất bản Collins Crime Club đã ra mắt nhiều tác phẩm trong Thời kỳ hoàng kim của tiểu thuyết trinh thám, bao gồm các tiểu thuyết của Agatha Christie và Rex Stout. Ấn hiệu tôn giáo Fount trở thành nhà xuất bản chính cho C. S. Lewis. Collins trở thành nhà xuất bản của Khối thịnh vượng chung Anh cho một số bộ truyện thiếu nhi và tác giả nổi tiếng của Mỹ như The Hardy Boys, Nancy Drew và Dr. Seuss.

### Sáp nhập và mua lại
Tập đoàn News Corporation do Rupert Murdoch làm chủ đã mua lại Harper & Row vào năm 1987. News Corp sở hữu 40% cổ phần của Collins kể từ năm 1981 và trở thành chủ sở hữu duy nhất vào năm 1989. News Corp đã sáp nhập hai nhà xuất bản trên vào năm 1989, kết hợp tên thành HarperCollins và thiết kế logo có hình ảnh ngọn lửa trên đỉnh sóng lấy cảm hứng từ logo ngọn đuốc của Harper & Row và logo đài phun nước của Collins.
Vào năm 1990, HarperCollins bán bộ phân phụ trách xuất bản y khoa JB Lippincott &amp; Co. cho nhà xuất bản Wolters Kluwer của Hà Lan.
Vào năm 1996, HarperCollins bán Scott Foresman và HarperCollins College cho Pearson; Pearson sau đó sáp nhập hai công ty trên với Addison-Wesley Longman.
News Corporation đã mua lại Hearst Book Group, gồm những ấn hiệu William Morrow &amp; Company và Avon Books, vào năm 1999. Những ấn hiệu này hiện được xuất bản dưới tiêu đề HarperCollins.  HarperCollins đã mua nhà xuất bản giáo dục Letts and Lonsdale vào tháng 3 năm 2010.
Năm 2011, HarperCollins thông báo họ đã đồng ý mua lại nhà xuất bản Thomas Nelson. Việc mua lại hoàn tất vào ngày 11 tháng 7 năm 2012, và Thomas Nelson sẽ hoạt động độc lập do vị thế của công ty trong ngành xuất bản sách Cơ đốc giáo. Cả Thomas Nelson và Zondervan sau đó đều được tổ chức thành các chi nhánh hoặc "chương trình xuất bản then chốt" theo một bộ phận mới, HarperCollins Christian Publishing. Các vai trò chủ chốt trong quá trình tái cơ cấu đã được trao cho các cựu giám đốc điều hành của Thomas Nelson
Năm 2012, HarperCollins đã mua lại một phần bộ phận thương mại của John Wiley & Sons tại Canada. 
Năm 2014, HarperCollins mua lại nhà xuất bản tiểu thuyết lãng mạn Harlequin Enterprises của Canada với giá 455 triệu đô la Canada
Năm 2018, HarperCollins mua lại nhà xuất bản sách kinh doanh Amacom từ Hiệp hội Quản lý Hoa Kỳ.
Năm 2020, HarperCollins mua lại các nhà xuất bản sách thiếu nhi Egmont Books UK, Egmont Poland và Schneiderbuch Germany từ Egmont Group.
Ngày 29 tháng 3 năm 2021, HarperCollins công bố rằng họ sẽ mua lại HMH Books & Media,bộ phận xuất bản thương mại của Houghton Mifflin Harcourt, với giá 349 triệu USD. Thỏa thuận này sẽ cho phép HMH trả hết nợ và tập trung vào giáo dục kỹ thuật số. Thuơng vụ hoàn tất vào ngày 10 tháng 5. Tính đến ngày 7 tháng 7 năm 2021, sách dành cho người lớn của HMH sẽ được xuất bản dưới dạng Mariner Books, trong khi sách dành cho trẻ em của HMH sẽ được xuất bản dưới dạng Clarion Books.
Năm 2021, HarperCollins mua lại nhà xuất bản Anh Pavilion Books.
Năm 2022, HarperCollins mua lại Cider Mill Press.

### Lịch sử quản trị
Brian Murray, tổng giám đốc hiện tại của HarperCollins, là người kế nhiệm Jane Friedman, người giữ chức tổng giám đốc từ năm 1997 đến năm 2008. Những nhà quản trị nổi bật gồm Lisa Sharkey, phó chủ tịch cấp cao hiện tại và giám đốc phát triển sáng tạo và Barry Winkleman từ năm 1989 đến năm 1994.

### Hoa Kỳ kiện Apple Inc.
Tháng 4 năm 2012, Bộ Tư pháp Hoa Kỳ đã đệ đơn kiện Apple, HarperCollins và bốn nhà xuất bản lớn khác  với  cáo buộc rằng họ đã thông đồng ấn định giá cho sách điện tử và làm suy yếu vị thế của Amazon.com trên thị trường, từ đó vi phạm luật chống độc quyền. 
Vào tháng 12 năm 2013, một thẩm phán liên bang đã chấp thuận giải quyết các khiếu nại chống độc quyền, trong đó HarperCollins và các nhà xuất bản khác đã quyên góp vào một quỹ hoàn lại tiền cho những khách hàng đã phải trả quá nhiều tiền cho sách do việc ấn định giá. 

### Vụ kiện Internet Archive
Vào tháng 6 năm 2020, HarperCollins là một trong những nhóm nhà xuất bản đã kiện Internet Archive, cho rằng bộ sưu tập sách điện tử của họ đang làm sụt giảm doanh thu của tác giả và nhà xuất bản và cáo buộc Internet Archive "vi phạm bản quyền hàng loạt có chủ đích". 

### Vụ kiện Lindsay Lohan
Vào tháng 9 năm 2020, HarperCollins đã kiện Lindsay Lohan vì đã ký hợp đồng xuất bản sách và nhận trước 350.000 USD cho một cuốn hồi ký nhưng không bao giờ viết thành sách. 

### Sự phản bội Anne Frank
Một cuốn sách xuất bản bởi HarperCollins năm 2022 của Rosemary Sullivan đã chỉ rằng một công chứng viên người Do Thái có khả năng cao là đã phản bội Anne Frank. Kết luận này đã bị các chuyên gia phản biện. Gia đình công chứng viên đe dọa sẽ kiện và thành lập một quỹ. Nhà xuất bản Hà Lan đã thu  cuốn sách, nhưng HarperCollins vẫn chưa đưa ra quyết định chắc chắn.

## Ấn hiệu
HarperCollins có hơn 120 ấn hiệu có trụ sở chủ yếu tại Hoa Kỳ. Collins vẫn còn là ấn hiệu, chủ yếu dành cho sách về động vật hoang dã và lịch sử tự nhiên, sách hướng dẫn thực địa, và như cho các từ điển tiếng Anh và song ngữ.
Danh sách các ấn hiệu của HarperCollins, bao gồm các ấn hiệu đã ngừng hoạt động, gồm có:

### Hiện tại

#### Sách cho người lớn
- Amistad Press, sách dành cho độc giả ngừoi Mỹ gốc Phi, đặt tên theo chiếc thuyền La Amistad; ban đầu là một ấn hiệu độc lập được thành lập vào năm 1986, sau này sáp nhập với HarperCollins vào năm 1999.[28][29][30]
- Harlequin Enterprises
  - Carina Press
  - Graydon House Books
  - Hanover Square Press
  - Harlequin Teen
  - Harlequin Kimani Arabesque
  - Harlequin Kimani TRU
  - Harlequin Kimani Press
  - Harlequin Luna
  - HQN
  - Mira
  - Park Row Books
  - Rogue Angel
  - Silhouette Special Releases
  - Spice
  - Worldwide Mystery
- Harper
  - Broadside Books[31]
  - Ecco
  - Harper Business[32][33][34]
  - Fontana Books
  - Harper Hardcover
  - Harper Paperbacks
    - Bourbon Street Books

  - Harper Perennial, trước đây là Perennial Library
    - Harper Perennial Modern Classics

  - HarperLuxe (Sách khổ lớn)[35]
  - HarperImpulse
  - HarperTrue
  - HarperOne[36]
  - HarperVoyager, tiền thân là Voyager, ấn hiệu chuyên xuất bản các cuốn sách khoa học viễn tưởng và kỳ ảo.
  - Mariner Books
  - Killer Reads (xuất bản sách tội phạm & ly kì hư cấu)
  - One More Chapter Books (xuất bản sách tội phạm & ly kì hư cấu)
  - HarperWave
  - Harper Muse[37]
- HarperCollins Focus[38]
  - Blink
  - Harper Celebrate
  - Harper Horizon
  - HarperCollins Leadership[39]
    - Amacom

  - Harper Muse
- HarperCollins UK
  - 4th Estate/Fourth Estate[40]
  - Collins Bartholomew
  - HarperFiction 
    - The Borough Press[41]

  - HarperNonFiction
    - Thorsons

  - Pavilion Books[42]
  - William Collins
- William Morrow
  - Avon
    - Avon Red
    - Avon Romance
    - Mischief (xuất bản sách điện tử)

  - Custom House (từ năm 2015)[43]
  - Dey Street (tiền thân là It Books)[44]
  - Witness
  - William Morrow Paperbacks
  - Morrow Cookbooks, a highly respected series of cookbooks

#### Sách cho trẻ em
- HarperCollins Children's Books
  - Harper Festival, nhà xuất bản các cuốn sách đặc biệt được thành lập năm 1992[45]
  - HarperTeen[46]
  - HarperTeen Impulse (sách điện tử)
  - HarperTrophy
  - Harper Fire
  - Amistad
  - Balzer + Bray
  - Collins
  - Clarion Books
  - Greenwillow Books
  - Heartdrum[47]
  - HMH Books for Young Readers
  - Katherine Tegen Books
  - Walden Pond Press
  - Blink Young Adult
- Farshore (tiền thân là Egmont UK)
  - Electric Monkey

#### Sách Công giáo
- Thomas Nelson
  - Grupo Nelson
  - Nelson Books
  - Tommy Nelson
  - W Publishing Group
- Zondervan
  - Editorial Vida
  - Zonderkidz
  - Zondervan Academic
  - Zondervan Reflective

#### Sách nói
- HarperAudio
- Caedmon
- HarperCollins Children's Audio

#### Bureau
- HarperCollins Speakers Bureau

#### Sách điện tử
- HarperCollins e-Books
- HarperCollins Productions
- One More Chapter

#### Phim và truyền hình
- 3000 Pictures (liên doanh với Sony Pictures)

### Ngừng hoạt động
- Unwin Hyman (tiền thân là Allen & Unwin, bây giờ là một nhà xuất bản độc lập)
- Angus & Robertson
- The Julie Andrews Collection
- Avon A
- Cliff Street Books
- Collins Press
- Collins GEM
- Diamond Books
- Eos Books, khoa học viễn tưởng/fantasy, trước đây là ấn hiệu của Avon Books
- Flamingo
- Fontana Books / Fontana Press
- Harper & Brothers
- Harper & Row
- Harper Design [48]
- Harper Perennial Modern Thought
- Harper Prism, ấn hiệu xuất bản sách khoa học viễn tưởng (sáp nhập với Eos)
- Harper San Francisco, tập trung vào sách tôn giáo và tâm linh (giờ là HarperOne)
- Harper Torch
- Harper Trophy, xuất bản sách trẻ em
- Harper True
- HarperCollins West
- Lothrop, Lee & Shepard
- Marshall Pickering
- Moonstone
- New Naturalist
- Rayo (xuất bản sách bằng tiếng Tây Ban Nha)[49][50]
- ReganBooks
- Salamander
- Thorsons